# Rechitsa
Rechitsa (in bielorusso Рэчыца?; in russo Речица?; in polacco Rzeczyca e in lituano Rečyca) è una città della Bielorussia di 65 561 abitanti, nella voblasc' di Homel'.

## Geografia
Rechitsa è situata nella Bielorussia sud-orientale, lungo la sponda destra del fiume Dnepr, a 53 km ad ovest di Homel'.

## Storia

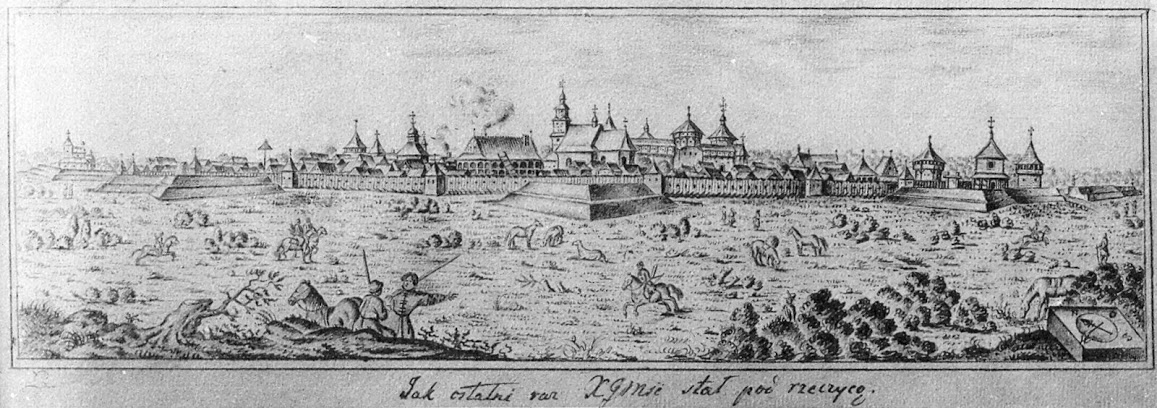
Rechitsa in un'incisione di Abraham van Westerveld.

I primi insediamenti in questa regione risalgono all'epoca della mesolite (IX – V secolo a.C.). Successivamente, questa zona fu abitata dalla tribù Dregoviči. La città fu menzionata per la prima volta nella cronaca di Novgorod nel 1213 come città del Principato di Černihiv. Rechitsa fu anche governata dai granduchi di Kiev e Turov. Durante il regno di Gediminas la città fu annessa al Granducato di Lituania. Rechitsa così come Orša, Škloŭ, Mahilëŭ, Bychaŭ e Rahačoŭ formavano un sistema di difesa di frontiera sviluppato sul fiume Dniepr.
Nel 1561 le furono concessi parzialmente i diritti di Magdeburgo da Sigismondo II Augusto di Polonia. All'interno della Confederazione polacco-lituana Rechitsa era un capoluogo di contea nel voivodato di Minsk. Durante l'insurrezione dei cosacchi del 1648-1651 la città fu praticamente distrutta e la sua comunità ebraica massacrata: dopo la tregua di Andrusovo fu restituita alla Polonia-Lituania salvo poi essere annessa definitivamente all'Impero russo durante la seconda spartizione della Polonia nel 1793. Divenne quindi una sede di un uezd nel neocostituito governatorato di Minsk appena formato.
Il primo piano urbanistico permanente di Rechitsa fu approvato nel 1800. Durante la campagna di Russia nel 1812 la città fu residenza temporanea del governatore di Minsk. Successivamente fu occupata dalla Grande Armata di Napoleone. Nel 1897 la sua popolazione ebraica ammontava 5.334 unità, pari al 57,5% della popolazione totale. 
Contesa da bianchi e rossi durante la guerra civile russa del 1917-1922, occupata dalle potenze centrali dopo la pace di Brest-Litovsk e temporaneamente controllata dalla Polonia nel 1920 durante la guerra polacco-sovietica. Dal 1922 fece parte dell'Unione Sovietica. 
Si pensa che alla vigilia della prima guerra mondiale la popolazione ebraica contasse circa 7.500 persone.
Rėčica fu occupata dai tedeschi il 23 agosto 1941 durante l'operazione Barbarossa. Fin dai primi giorni dell'occupazione nazista gli ebrei locali iniziarono ad essere torturati e uccisi indiscriminatamente. Nel settembre 1941 la popolazione ebraica iniziò ad essere massacrata a scaglioni durante una serie di esecuzioni di massa avvenute nei dintorni. Nel novembre successivo gli ebrei rimasti furono rinchiusi dai tedeschi in un fabbricato adibito ad una sorta di ghetto. Al dicembre 1941 la quasi totalità della popolazione ebraica era stata assassinata. La cittadina fu liberata dall'Armata Rossa il 18 novembre 1943. 
Dal 1991 fa parte della Bielorussia indipendente.